# 高鐵桃園站 (桃園捷運)
25°00′49.7″N 121°12′51.0″E / 25.013806°N 121.214167°E
高鐵桃園站位於臺灣桃園市中壢區青埔，為桃園捷運機場線之捷運車站，與高鐵桃園站共站，未來桃園捷運青線也預計在此設站並作為終點站。

## 歷史
中華民國交通部自1989年展開桃園都會區大眾捷運系統的規畫，而為進一步加速台灣各地的捷運建設，1990年12月29日，行政院正式下達台79交39519號函令，指示辦理包括桃園都會區在內的四個省轄都會區大眾捷運系統的規畫作業，桃園都會區大眾捷運系統的各項規畫與建設工作全面啟動。
1993年3月，受行政院命令主責台灣省轄內各都會區大眾捷運系統規畫與建設工作的台灣省政府住宅及都市發展局，歷時兩年餘正式完成「桃園都會區捷運系統規劃」，台灣省政府住宅及都市發展局當時規畫的桃園都會區大眾捷運系統由包括藍線在內的三線所組成，而被稱為B05站的高鐵桃園站，就是桃園捷運藍線15座車站中的一員。:3-3~3-6:3-26
然而，在原先由台灣省政府辦理的各省轄都會區大眾捷運系統規畫與建設，因1998年台灣省政府功能業務與組織調整，改由交通部高速鐵路工程局負責後，桃園捷運藍線被更名為「中正國際機場至桃園都會區（含高鐵桃園站聯外）軌道系統」，於2003年9月9日在行政院的核復下併入桃園機場捷運辦理。
原先被稱為B05站的高鐵桃園站，則改為桃園機場捷運中的A18站:3-26，於2008年9月18日動工、2008年9月22日定名為「高鐵桃園站」:2-1，並於2017年3月2日隨桃園機場捷運的通車完工啟用。
2020年7月6日，桃園市政府捷運工程局發布桃園捷運2.0路網，當中包含一條連接桃園區市中心與中壢區青埔的桃園青埔線，該路線隨後成為連接臺鐵桃園車站與高鐵桃園站的桃園捷運青線，其在高鐵桃園站的端點站則被賦予C12站的車站編號。

## 車站概要
本站位於高鐵南路二段，車站編號為A18，桃園捷運公司宣布自2018年3月1日起部份直達車增停此站。

## 車站構造
本站為地上三層的車站，站體長約146.0公尺、寬達27.0公尺。月台採取混合式設計，側式月台2座，並設有半罩式月台門。
- 與高鐵桃園站共站。

於地面廣場設有公共藝術。

### 目前營運配置
| 地上 三樓          | |
| 側式月台，右側開門 | |
| ②號月台            | ← 機場線普通車 往老街溪方向（桃園體育園區站） ← 機場線普通車 （跨年疏運部分班次）列車過站不停 ← 機場線環北直達車 終點站方向（環北） |
| ③號月台            | 機場線普通車 往台北方向（領航站）→ 機場線普通車 （跨年疏運部分班次）列車過站不停→ 機場線環北直達車 往台北方向（機場第二航廈站）→    |
| 側式月台，右側開門 | |

| 地上 二樓 |                                                                                 |
| 大廳層    | 車站大廳、詢問處、洗手間                                                        |
| 穿堂層    | 自動售票機、驗票閘門 電扶梯、電梯及樓梯往出入口、華泰名品城、高鐵桃園站地下一樓 |

| 地面   |
| 出入口 |

### 擴建後配置
| 地上 三樓 | ①號月台                                                                           | ← 機場線普通車 往中壢車站方向（桃園體育園區站） |
| 地上 三樓 | 島式月台（外側長度：4節編組，內側長度：5節編組）， 普通車左側開門，直達車右側開門 |                                                 |
| 地上 三樓 | ②號月台                                                                           | 機場線直達車 往台北方向（機場第三航廈站）→      |
| 地上 三樓 | ③號月台                                                                           | 機場線普通車 往台北方向（領航站）→              |
| 地上 三樓 | 側式月台（長度：4節編組），右側開門                                               |                                                 |

| 地上 二樓 |                                                                                 |
| 大廳層    | 車站大廳、詢問處、洗手間、 預辦登機櫃檯、自助報到機                             |
| 穿堂層    | 自動售票機、驗票閘門 電扶梯、電梯及樓梯往出入口、華泰名品城、高鐵桃園站地下一樓 |

| 地面   |
| 出入口 |

※擴建後之二月台長度為5節編組（直達車編組長度）作為直達車專用月台，並附設預辦登機行李車裝卸貨專區供直達車預辦登機行李車廂（2500型，DMB）裝卸行李櫃用途，一、三月台長度為4節編組（普通車編組長度）作為普通車專用月台。

### 車站出口
| 出入口                          | 圖片 | 位置                           |
| ------------------------------- | ---- | ------------------------------ |
| 出入口1 · 設有電梯 · 設有手扶梯 |      | 高鐵北路一段東面（高鐵桃園站） |
| 出入口2 · 設有電梯 · 設有手扶梯 |      | 高鐵北路一段西面（華泰名品城） |
| 註： 設有電梯 \| 設有手扶梯     |      |                                |

## 利用狀況
| 年   | 1日平均 | 1日平均 | 1日平均 |
| 年   | 上車    | 來源    |         |
| ---- | ------- | ------- | ------- |
| 2017 | 4,931   | [ 18 ]  |         |
| 2018 | 5,929   | [ 18 ]  |         |

## 車站周邊
- 華泰名品城
- 置地廣場·桃園
- 台灣高鐵探索館
- 桃園市兒童美術館
- 宜家家居桃園店
- 桃園市中壢區青埔國民小學
- 桃園市公共自行車租賃系統
  - 捷運高鐵桃園站(A18)
  - 高鐵桃園站(3號出口)

### 公車資訊
高鐵桃園站有14條公車路線與其連接。
| 編號  | 經營業者          | 區間                               | 備註                                                  |
| ----- | ----------------- | ---------------------------------- | ----------------------------------------------------- |
| 170   | 中壢客運          | 中壢－高鐵桃園站                   |                                                       |
| 172   | 桃園客運 中壢客運 | 中央大學－高鐵桃園站（經領航南路） |                                                       |
| 173   | 桃園客運 中壢客運 | 中央大學－高鐵桃園站               |                                                       |
| 206   | 桃園客運          | 桃園－高鐵桃園站                   | 高鐵快捷公車桃園市區線                                |
| 206A  | 桃園客運          | 桃園－高鐵桃園站                   | 高鐵快捷公車桃園市區線 繞駛開南大學                   |
| 206B  | 桃園客運          | 桃園－高鐵桃園站                   | 高鐵快捷公車桃園市區線 繞駛捷運領航站                 |
| 206C  | 桃園客運          | 桃園－高鐵桃園站                   | 高鐵快捷公車桃園市區線 繞駛開南大學、捷運領航站       |
| 206D  | 桃園客運          | 桃園－高鐵桃園站（直達車）         | 高鐵快捷公車桃園市區線                                |
| 206E  | 桃園客運          | 桃園－高鐵桃園站（直達車）         | 高鐵快捷公車桃園市區線 繞駛開南大學                   |
| 208   | 統聯客運          | 捷運高鐵桃園站－八德               |                                                       |
| 208A  | 統聯客運          | 捷運高鐵桃園站－八德               | 經介壽路                                              |
| 302   | 桃園客運          | 桃園－高鐵桃園站                   |                                                       |
| 302A  | 桃園客運          | 高鐵桃園站－蘆竹區公所             |                                                       |
| 501   | 桃園客運 中壢客運 | 高鐵桃園站－大溪－慈湖             | 台灣好行大溪快線 經國道1號、台66線                    |
| 707   | 桃園客運          | 桃園－桃園棒球場                   | 經國道1號                                             |
| 5081  | 桃園客運          | 中壢－大園（經下洽溪）             |                                                       |
| 5087  | 桃園客運          | 中壢－大園（經高鐵桃園站）         |                                                       |
| 5087A | 桃園客運          | 中壢－大園（經高鐵桃園站）         | 繞駛大園高中                                          |
| 5089  | 桃園客運          | 中壢－桃園機場（經大園）           |                                                       |
| L209  | 勁揚通運          | 中壢區公所－中壢區公所             | 內定青埔灰線 停靠高鐵北路站牌                         |
| L209A | 勁揚通運          | 中壢區公所－中壢區公所             | 內定青埔灰線（繞駛中壢殯葬服務中心） 停靠高鐵北路站牌 |
| L512  | 桃園客運          | 埔頂－高鐵桃園站－長庚醫院         | 愛心福利專車B線                                       |
| L513  | 桃園客運          | 白玉－高鐵桃園站                   | 愛心福利專車C線                                       |
| L515  | 桃園客運          | 富林社區－高鐵桃園站               | 愛心福利專車D線                                       |
| L516A | 桃園客運          | 桃園客運觀音站－高鐵桃園站         | 草漯線（延駛高鐵桃園站）                              |
| L605  | 桃園客運          | 新屋區公所－高鐵桃園站             | 新屋高鐵線                                            |
| L605A | 桃園客運          | 新屋區公所－高鐵桃園站－長庚醫院   | 新屋高鐵線（延駛長庚醫院）                            |

## 外部連結
- 桃園捷運 高鐵桃園站 （页面存档备份，存于）（繁體中文）
- 桃園大眾捷運股份有限公司->乘車指南->路網圖 （页面存档备份，存于）（繁體中文）